# Globos de Ouro 2006

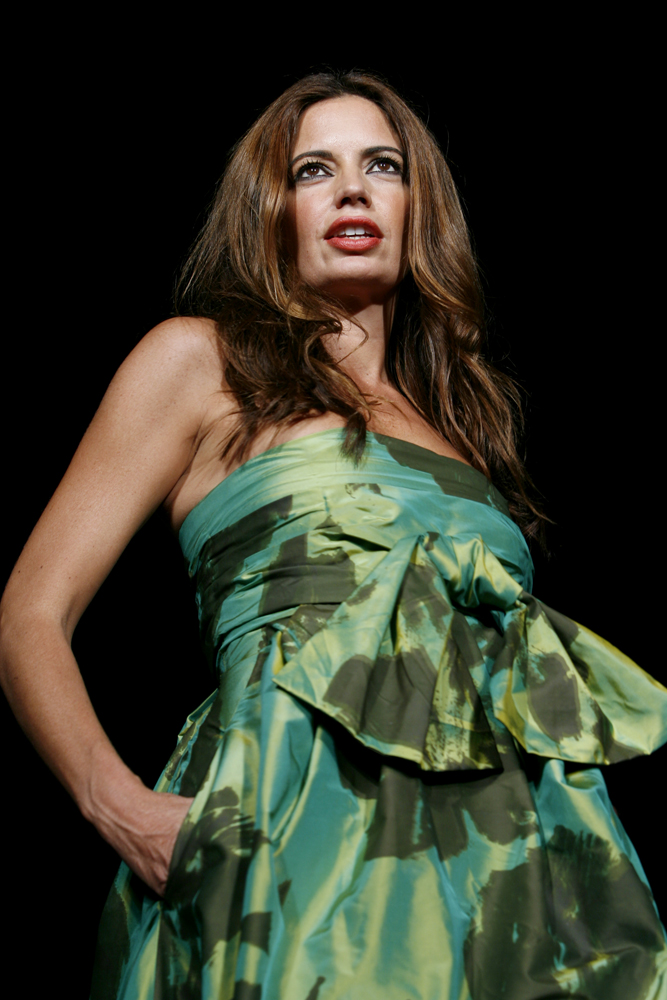
Moderatorin Bárbara Guimarães

Die 11. Verleihung des Globo de Ouro fand am 1. April 2006 in der Praça de Touros do Campo Pequeno in Lissabon statt. Der Gala-Abend wurde von Bárbara Guimarães moderiert und vom mitveranstaltenden Fernsehsender SIC übertragen.
Den Globo de Ouro, für ihre Leistungen im Jahr 2005, erhielten im Jahr 2006 folgende Persönlichkeiten:

## Auszeichnungen nach Kategorien

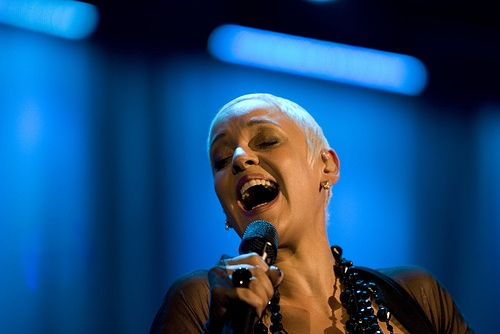
Mariza

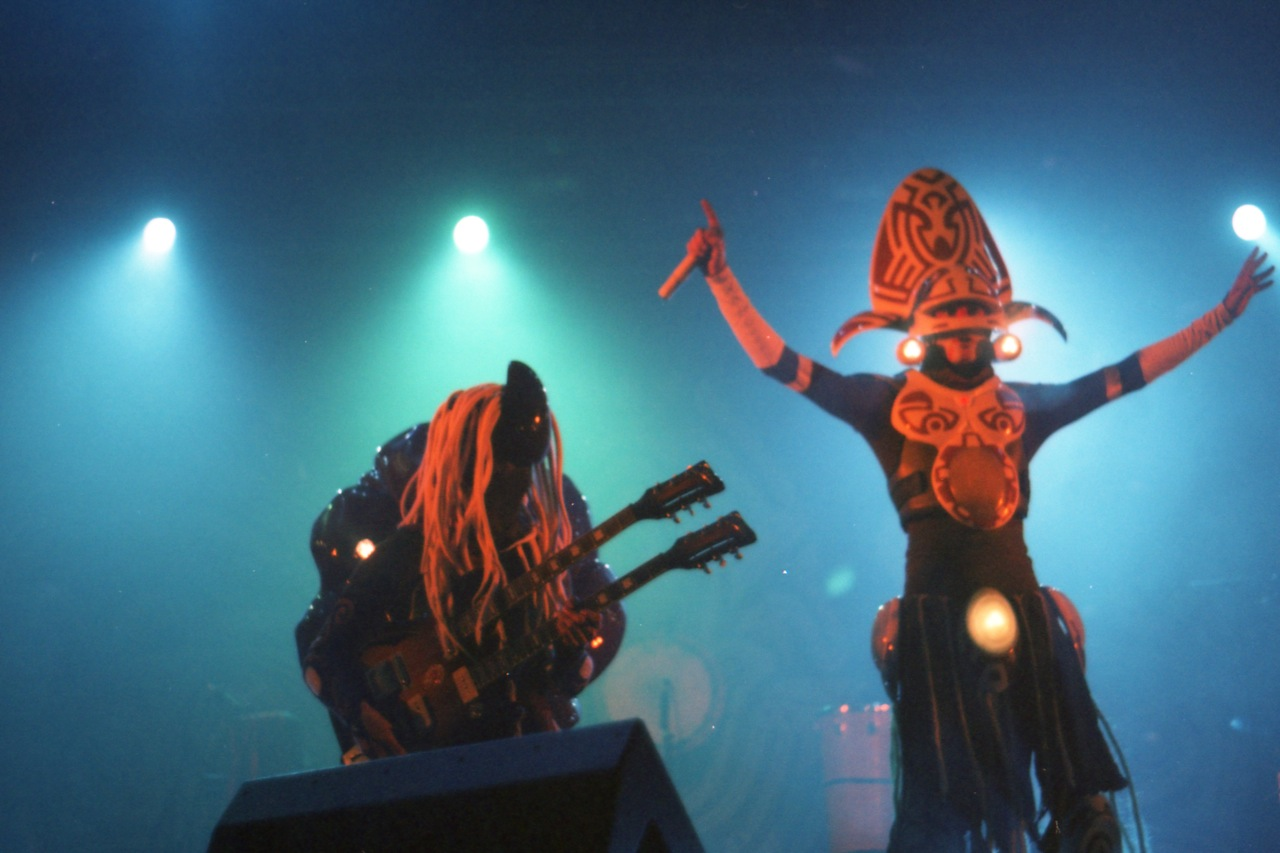
Blasted Mechanism

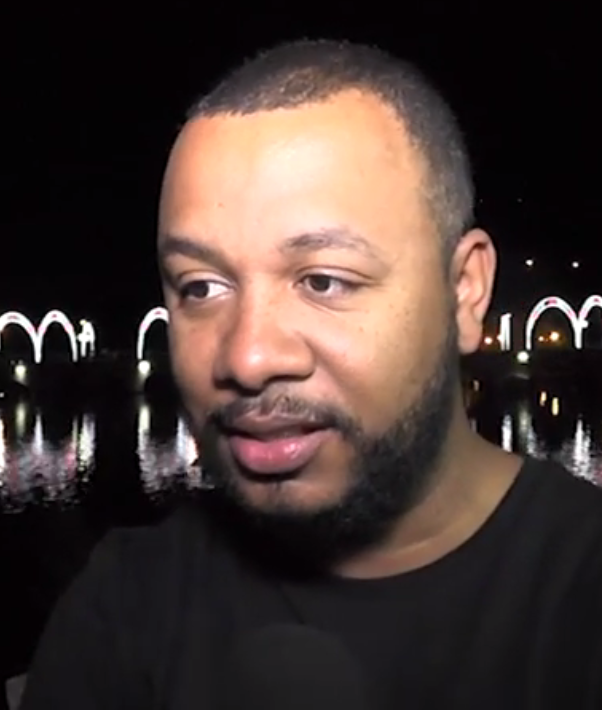
Boss AC

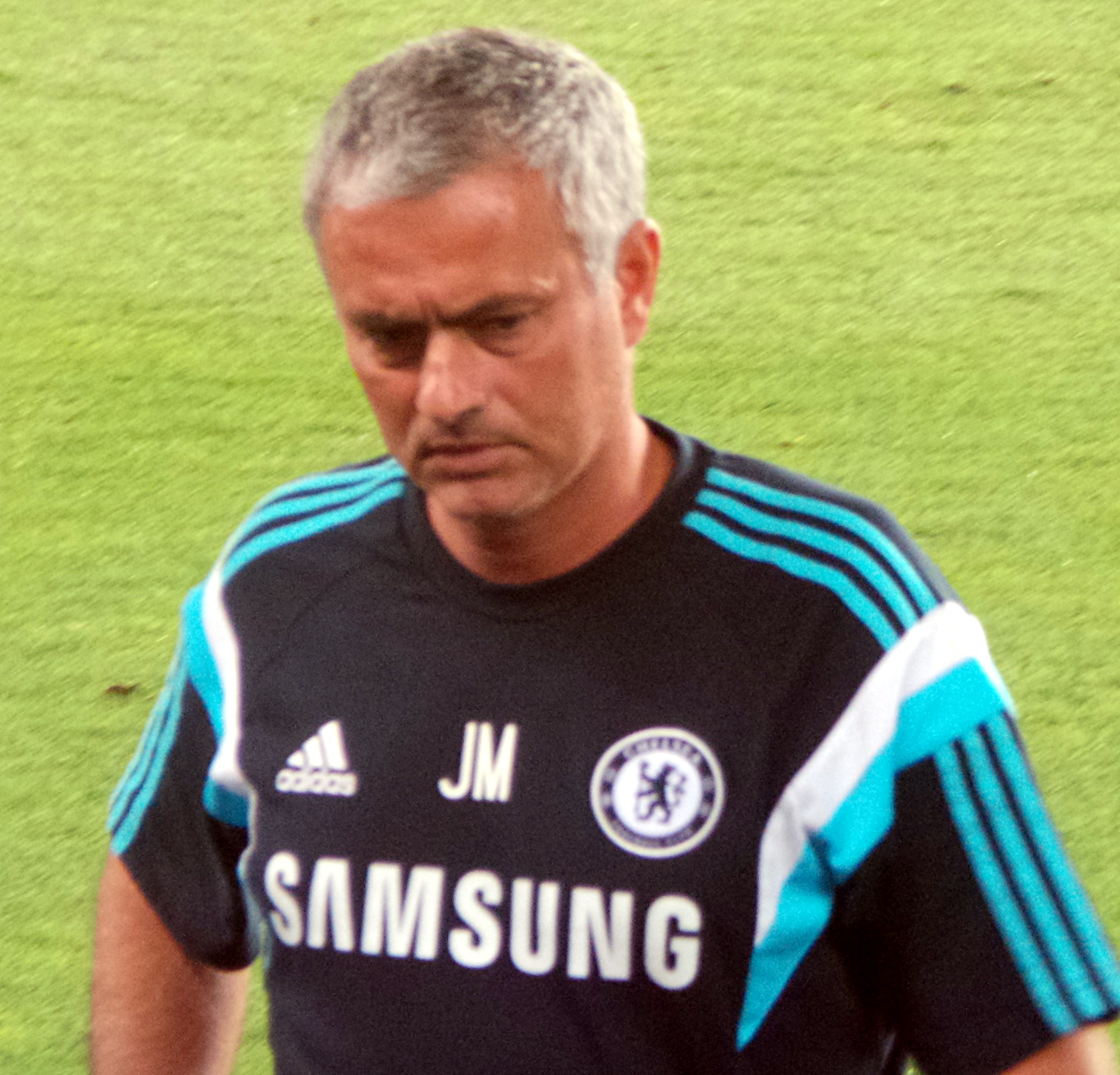
Chelsea-Trainer José Mourinho

### Theater
- Beste Schauspielerin: Luisa Cruz (in den Stücken A Cadeira, Orgia und Sangue no Pescoço da Gata)
- Bester Schauspieler: João Grosso (im Stück Orgia)
- Beste Aufführung:  A Mais Velha Profissão (Inszenierung Fernando Lapa)

### Mode
- Bestes weibliches Model: Flor
- Bestes männliches Model: Nuno Lopes
- Bester Designer: Felipe Oliveira Baptista

### Musik
- Bester Einzelinterpret: Mariza (für das Album Transparente)
- Beste Gruppe: Blasted Mechanism (für das Album Avatara)
- Bestes Lied: Princesa (von Boss AC, vom Album Ritmo, Amor e Palavras)

### Kino
- Bester Film: Alice von Marco Martins (Regisseur), Paulo Branco (Produzent)
- Beste Schauspielerin: Ana Moreira für Adriana (Regie: Margarida Gil)
- Bester Schauspieler: Nuno Lopes für Alice (Regie: Marco Martins)

### Sport
- Bester Fußballspieler: Deco
- Bester Fußballtrainer: José Mourinho
- Beste Sportlerin: Ticha Penicheiro

### Lebenswerk / Ehrenpreis
- Raul Solnado, Schauspieler, Komiker und Theaterintendant